# Grace - Posseduta
Grace - Posseduta (Grace - The Possession) è un film del 2014 diretto da Jeff Chan.
Film horror prodotto dagli Stati Uniti sceneggiato da Chris Pare. La pellicola ha molti tratti in comune con Carrie - Lo sguardo di Satana.

## Trama
Una ragazza di diciotto anni è su un letto d'ospedale per far nascere la sua prima figlia. Quando il medico l'esorta a spingere, lei risponde che non ha intenzione di avere questa bambina. Una figura misteriosa si avvicina alla donna e sul suo volto appare lo spavento, finché muore. Nonostante tutto, i medici riescono a far nascere la bambina che, appena nata, viene battezzata dal prete. 
18 anni dopo, Grace è una ragazza che si trasferisce al college, nonostante sia estremamente timida e asociale. Fa conoscenza con Jessica, la sua compagna di stanza. Subito dopo, sua nonna la chiama, preoccupata che la nipote possa peccare in un luogo corrotto come il college. Grace fa anche amicizia con Brad, un giovane che la invita a giocare al gioco della corda e, successivamente, la invita a una festa, ma la ragazza preferisce non andarci.
Inizia ad avere strane visioni e ha paura che il diavolo prenda la sua anima. Mentre è impegnata a pregare, si addormenta con la Bibbia tra le braccia e sogna un medico che la colpisce all'addome. Dopo essersi svegliata, non ritrova il Libro Sacro; corre in ritardo a lezione, dove comincia a innamorarsi di Brad. Più tardi, nel discutere di sesso e masturbazione, il gruppo di quest'ultimo chiede alla ragazza se fosse davvero vergine come tutti pensavano, causando la sua fuga dal gruppo.
Grace, nonostante la fuga, comprende che deve aprirsi con i suoi nuovi amici e cercare di comportarsi come loro. Prende uno dei vestiti di Jessica e si fa viva alla festa del college, dove incomincia a bere, perdendo quasi il controllo. Nel bagno, la ragazza ha un'altra visione, dove appare un vero e proprio demone. Successivamente, dopo aver scorto Jessica e Brad baciarsi, fugge in lacrime sul tetto. Quando l'amica la raggiunge, intenzionata ad offenderla, lei, infuriata, la spinge giù dalla terrazza. Subito pentita, si dispera per la sua azione, ma poi scopre che era soltanto un'allucinazione. Quando perde i sensi, viene condotta all'ospedale, in cui una dottoressa le confessa che potrebbe soffrire di seri problemi psicologici, proprio come sua madre. Inoltre, viene avvisato il tutore a lei più vicino: sua nonna Helen.
La donna riporta Grace a casa, annullando la sua iscrizione al college. A casa, ritrova Padre John e il suo seguace Luke. La ragazza nutre paura nei confronti dell'uomo, che la invita a recarsi più spesso in chiesa. Helen vieta a Grace di entrare nella stanza della madre, dove la ragazza ode i sussurri di alcune voci, poi si recano in chiesa, dove l'assemblea pare stranamente ostile. Il sogno della ragazza, fatto quando stava all'università, le ha lasciato una cicatrice, che sembra le provochi prurito nei pressi dei luoghi sacri. Mangiando l'ostia, Grace sputa sangue e la nonna la porta subito fuori dal luogo di culto.
Durante la sera, la ragazza entra nella camera di sua madre, dove scopre uno scrigno contenente degli psicofarmaci e una foto tagliata. Per nascondersi dalla furia della nonna, si chiude dentro la camera. Il giorno dopo, la ragazza trova Brad nel proprio letto che incomincia a masturbarla. All'ingresso di Helen nella stanza, il ragazzo scompare (rivelandosi come una semplice visione), così che l'anziana donna vede che la nipote si masturba da sola. Per punizione, Helen manda Grace in chiesa, dove si scontra con una ragazza che la induce a scappare di nuovo, ma non prima di aver scoperto la vera identità di suo padre; egli non è altri che Padre John. Una volta giunta a casa, ha una visione dello stupro di sua madre da parte del prete. Quando la donna la tocca, la ragazza perde i sensi.
Non appena si risveglia in camera, ha indosso un vestito bianco. Helen le si accosta manifestandole dispiacere, ma Grace, o il demone che è dentro il suo corpo, non perdona la donna e la uccide. La ragazza si dirige di nuovo in chiesa, dove cerca di sedurre Luke, ma viene colpita da Padre John. Risvegliandosi, la posseduta si ritrova davanti l'uomo, Padre Michael e Luke. I tre le confessano che un demone sta prendendo il controllo della sua anima e, per liberarla, è necessario compiere un esorcismo. Durante il rito, Grace provoca John, confessandogli di essere a conoscenza del suo stupro nei confronti della povera madre. L'uomo, a queste parole, interrompe l'esorcismo, consentendo al demone di prendere il totale controllo del corpo di Grace, la quale uccide sia John, che Michael. Luke decide di donare la sua vita in cambio di quella della ragazza e il demone accetta, trasferendosi dentro di lui e lasciando vivere Grace.
Tempo dopo, Luke è diventato Padre, ma dentro di lui vive ancora il demone, che lo usa per corrompere la massa.